# 藤原大継
藤原 大継（ふじわら の おおつぐ）は、奈良時代後期から平安時代初期にかけての貴族。藤原京家、参議・藤原浜成の子。官位は従四位上・神祇伯。

## 経歴
光仁朝において、従五位下に叙爵したのち、宝亀8年（777年）少納言、宝亀10年（779年）伊予介に任ぜられる。
桓武朝に入り、天応2年（782年）に発生した氷上川継の乱に伴い父・浜成が連座して参議を解任されると、大継もその影響を受けたらしく、桓武朝の前半は官職に就いた記録がない。延暦8年（789年）大判事に任ぜられ官界に復帰すると、のち宮内少輔・備前介を歴任する。延暦11年（792年）後宮に仕えていた娘の河子が桓武天皇の皇子・仲野親王を儲けたのちは順調に昇進し、延暦25年（806年）迄に従四位下に至った。またこの間、下総守・大蔵大輔・伊勢守を歴任している。
平城朝では左京大夫・典薬頭・神祇伯を歴任し、大同3年（808年）には従四位上に至る。大同5年（810年）1月4日卒去。

## 官歴
『六国史』による。
- 時期不詳：従五位下
- 宝亀8年（777年） 正月25日：少納言
- 宝亀10年（779年） 2月23日：伊予介
- 延暦8年（789年） 3月16日：大判事
- 延暦10年（791年） 正月28日：宮内少輔。7月28日：備前介
- 時期不詳：従五位上
- 延暦16年（797年） 正月7日：正五位下
- 延暦18年（799年） 6月16日：大蔵大輔、下総守如元
- 時期不詳：従四位下。左京大夫
- 延暦25年（806年） 2月3日：伊勢守。5月9日：兼典薬頭、左京大夫伊勢守如元
- 大同3年（808年） 11月17日：従四位上
- 時期不詳：神祇伯
- 大同5年（810年） 1月4日：卒去

## 系譜
『尊卑分脈』による。
- 父：藤原浜成
- 母：不詳
- 生母不明の子女
  - 男子：藤原高雄
  - 男子：藤原賀登理
  - 男子：藤原豊主（?-847）
  - 男子：藤原豊継
  - 男子：藤原豊吉
  - 女子：藤原河子[1]（?-838） - 桓武天皇後宮